# Euplexaura parva
Euplexaura parva is een zachte koraalsoort uit de familie Plexauridae. De koraalsoort komt uit het geslacht Euplexaura. Euplexaura parva werd in 1909 voor het eerst wetenschappelijk beschreven door Kükenthal. 